# Idelalizib
Idelalizib, pod zaščitenim imenom Zydelig, je zdravilo za zdravljenje določenih vrst krvnega raka.
Deluje kot zaviralec fosfatidilinozitol 3-kinaze; in sicer zavira P110δ, izoobliko delta encima fosfatidilinozitol 3-kinaze. Uporablja se peroralno (z zaužitjem). Uporablja se v kombinaciji z rituksimabom ali samostojno.

## Klinična uporaba
Idelalizib je odobren za zdravljenje kronične limfocitne levkemije in folikularnega limfoma pri odraslih bolnikih.
Za zdravljenje kronične limfocitne levkemije se uporablja v kombinaciji z rituksimabom. Odobren je za zdravljenje pri bolnikih, ki so se pred tem vsaj enkrat zdravili, ali kot zdravilo prve izbire ob prisotnosti delecije 17p ali mutacije TP53 in kadar ni primerno nobeno drugo zdravljenje.
Za zdravljenje folikularnega limfoma se uporablja samostojno. Pri folikularnem limfomu je odobren kot zdravljenje tretje linije, pri bolnikih, neodzivnih na dve predhodni obliki zdravljenja.

## Neželeni učinki
Pri uporabi idelaliziba (pri samostojnem zdravljenju ali v kombinaciji z rituksimabom) se najpogosteje pojavljajo med drugim pojavijo driska/vnetje debelega črevesja, izpuščaj, spremembe števila belih krvnih celic (levkopenija, levkocitoza), okužbe, vročina in povečane ravni jetrnih encimov v krvi.
Okužbe spadajo med najbolj zaskrbljujoče neželene učinke idelaliziba. Najpogosteje se pojavljajo okužbe dihal in sepse, opisali so primere resnih in smrtnih okužb, vključno s priložnostnimi okužbami, kot sta pljučnica, ki jo povzroča Pneumocystis jirovecii (PJP), in okužba s citomegalovirusom. Ves čas zdravljenja z idelalizibom in v obdobju dveh do šest mesecev po prekinitvi zdravljenja morajo vsi bolniki prejemati zaščitno zdravljenje za PJP. Idelalizib se  ne sme uvesti pri bolnikih s kakršnimi koli znaki sistemske bakterijske, glivne ali virusne okužbe.
Marca 2016 je Evropska agencija za zdravila začela z dodatnim pregledom podatkov o zdravilu in njegovih tveganjih zaradi opažene večje stopnje neželenih učinkov in primerov smrti, zlasti zaradi okužb, v treh kliničnih preskušanjih pri bolnikih, ki so prejemali idelalizib v primerjavi s tistimi, ki so prejemali placebo. Zaustavljena so bila tudi klinična preskušanja, v katere so bili vključeni bolniki s KLL in bolniki z indolentnim ne-Hodgkinovim limfomom. Vendar pa uporaba zdravila v teh preskušanjih ni bila skladna z odobrenimi navodili za uporabo zdravila. Ob zaključku postopka pregleda podatkov za zdravilo idelalizib je Evropska agencija za zdravila ocenila, da koristi zdravila odtehtajo tveganja pri zdravljenju kronične limfocitne levkemije in folikularnega limfoma, vendar je potrdila, da pri zdravljenju z idelalizibom obstaja tveganje resnih okužb, vključno s pljučnico, ki jo povzroča Pneumocystis jirovecii. Posledično so priporočili uporabo zaščitnega zdravljenja pred to okužbo ter spremljanje bolnikov za nastanek znakov in simptomov okužbe.

## Mehanizem delovanja
Idelalizib zavira encim fosfatidilinozitol 3-kinazo, in sicer njegovo izoobliko p110δ (PI3Kδ). Ta encim je pri malignostih limfocitov B (celic B) hiperaktiven in ima osrednjo vlogo v več poteh prenosa signalov, ki so gonilo proliferacije, preživetja, zadrževanja in zastoja malignih celic v limfnih tkivih in kostnem mozgu. Idelalizib zavira fosforilacijo fosfatidilinozitola, glavnega lipidnega sekundarnega obveščevalca, in prepreči fosforilacijo Akt (proteinske kinaze B). Posledično povzroči apoptozo rakavih celic in zavira proliferacijo celičnih linij, ki nastajajo iz malignih celic B in v celicah primarnega tumorja.